# Daniel Erik Naezén
Daniel Erik (Eric) Næzén (27 février 1752, Skövde - 1er décembre 1808, Umeå ), était un médecin provincial suédois, graveur, compositeur et naturaliste. Dans sa jeunesse, Næzén fut membre fondateur, le 13 décembre 1769, de la Société topographique suédoise à Skara aux côtés du curé et naturaliste Clas Bjerkander, d'Anders Dahl, de Johan Abraham, de l'entomologiste Leonard Gyllenhaal, du chimiste Johan Afzelius et d'Olof Knös. Les membres ont fait des rapports sur la vie végétale et animale, la géographie, la topographie, les monuments historiques et la vie économique, principalement dans la région de Västergötland. À partir de 1770, Næzén étudie à Uppsala, où il obtient sa licence de médecine en avril 1782. Il a étudié avec Carl von Linné. En juillet 1782, il devient médecin provincial à Umeå. En tant que scientifique naturaliste, il a contribué à des articles entomologiques dans les revues de l'Académie des sciences. Il a également effectué des observations météorologiques à Umeå pour l'académie des sciences, de 1796 jusqu'à sa mort. Næzén a laissé une collection complète d’insectes, de plantes et de minéraux. Næzén a étudié à l'Académie de musique en 1773 et était un musicien amateur et un compositeur amateur. Il fut élu membre 124 de la Royal Music Academy le 18 décembre 1790 et par la Royal Academy of Sciences en 1793.
Il a décrit le charançon Anoplus plantaris (Naezen, 1794) et le papillon Tortrix naezeniana décrit par Carl Peter Thunberg, en 1797, qui  honore ainsi son nom.

## Travaux
liste partielle
- Naëzen, DE 1792 : Description de några, vid Umeå fundne, okände arter ibland Skalbaggarne. Kongl. Vetenskaps Academiens nya Handlingar, Stockholm - 13 (3) 167–174
- Naëzen, DE 1794 : Description de l'histoire, avec l'inventaire des fonds d'origine, les okände, les premières marques, et la faune suédoise est présente. Kongl. Vetenskaps Academiens nya Handlingar, Stockholm - 15 (4) 265-274